# Dimorphandra cuprea
Dimorphandra cuprea là một loài thực vật có hoa trong họ Đậu. Loài này được Sprague & Sandwith miêu tả khoa học đầu tiên.